# Acylomus obsoletus
Acylomus obsoletus là một loài bọ cánh cứng trong họ Phalacridae. Loài này được èvec miêu tả khoa học năm 2002.